# 計算理論期刊
計算理論期刊（Theory of Computing）是一份互联网上的開放獲取期刊，领域為计算理论專業。这份期刊創刊于2005年，主要緣起于時下全世界的大學圖書館面對一這些由商業學術出版公司所出版的科學期刊(Scientific journal)日漸提高的訂閱費用，以致造成財政上的不堪負荷，故創立此刊物，帮组降低获取信息的成本。
期刊由芝加哥大学電腦科學系的人員主辦，2006年的編輯為拉斯洛·拔拜(László Babai)。

## 外部參考鏈接
- （英文）計算理論期刊網站：計算理論期刊 - 開放獲取 （页面存档备份，存于）